# São Domingos do Prata
São Domingos do Prata este un oraș în Minas Gerais (MG), Brazilia.